# Koi no Vacance

 Koi no Vacance  (恋のバカンス) ou Vacance de L'amour, est une chanson japonaise, écrite par Tokiko Iwatani et composée par Yasushi Miyagawa, reprise de nombreuses fois. Elle donne son titre à plusieurs singles, dont l'original de 1963 interprété par le duo The Peanuts, et une reprise par le duo W en 2004. Elle est aussi reprise sur divers disques par Caterina Valente, Candies, Naoto Takenaka, Be-2, Yoko Akino, Mi-Ke, Minako Tanaka, Morio Agata (en), Bluem of Youth (en), Misato Watanabe, ManaKana (en)...

## Single de The Peanuts
Koi no Vacance  (恋のバカンス), ou Vacance de L'amour, est un single du groupe The Peanuts, sorti en avril 1963 au Japon sous le label King Records.
La chanson Vancance de L'amour a été écrite par Tokiko Iwatani et composée par Hiroshi Miyagawa.
La chanson face B Ciao est une chanson interprétée en japonais et italien ; elle a été écrite par Hiroshi Arakawa, Gianni Ferrio et Guido Castaldo.

### Liste des titres
| 1. | Vacance de L'amour (恋のバカンス) | 2:40 |
| 2. | Ciao (チャオ)                     | 2:13 |

- (en + ja) Fiche du single sur le site de Discogs

## Single de W
Singles de W
Aa Ii Na!
(2004)
 Koi no Vacance  (恋のバカンス) est le premier single du groupe de J-pop W, sorti le 19 mai 2004 au Japon sous le label zetima, produit par Tsunku. Il atteint la 10e place du classement de l'Oricon, et reste classé pendant six semaines, pour un total de 39 226 exemplaires vendus durant cette période. Il sort également au format "Single V" (DVD contenant le clip vidéo) un mois plus tard, le 23 juin 2004.
Le single contient trois chansons, en plus de la version instrumentale, qui sont toutes des reprises de titres du duo The Peanuts. La chanson-titre est une reprise d'un titre sorti en single en 1963, et figurera sur le premier album du groupe, Duo U&U qui sort le mois suivant. La deuxième chanson est une reprise du titre Tsukikage no Napoli sorti en single en 1960, reprise en japonais de la chanson de 1959 Tintarella di luna de la chanteuse italienne Mina. La troisième chanson est une reprise du titre Kanashiki 16 Sai sorti en single en 1960, reprise en japonais de la chanson Heartaches at Sweet Sixteen de la chanteuse américaine Kathy Linden (en).
Titres du single CD
1. Koi no Vacance  (恋のバカンス?)
2. Tsukikage no Napoli (Tintarella di Luna) (月影のナポリ...?)
3. Kanashiki 16 Sai (Heartaches at Sweet Sixteen) (悲しき16才...?)
4. Koi no Vacance (Instrumental) (恋のバカンス...?)

Titres du single V
1. Koi no Vacance  (恋のバカンス?) (clip vidéo)
2. Koi no Vacance (Dance Shot Ver.) (恋のバカンス...?) (clip vidéo)
3. Making Eizo (メイキング映像?) (making of)